# Potsdam Royals
I Potsdam Royals sono una squadra di football americano di Potsdam, in Germania. Fondati nel 2005, hanno debuttato nella prima serie tedesca (GFL) nel 2018 e hanno vinto lo EFL Bowl nel 2018.

## Dettaglio stagioni

### Tornei nazionali

#### Campionato

##### GFL
| Stagione | regular season | regular season | regular season | regular season | regular season | regular season | playoff | playoff | playoff | playoff | playoff | playoff     | playoff                  |
|          | Vin            | Par            | Per            | Tot            | PF             | PS             | Vin     | Per     | Tot     | PF      | PS      | risultato   | avversaria               |
| -------- | -------------- | -------------- | -------------- | -------------- | -------------- | -------------- | ------- | ------- | ------- | ------- | ------- | ----------- | ------------------------ |
| 2018     | 6              | 0              | 8              | 14             | 403            | 360            | -       | -       | -       | -       | -       | -           | -                        |
| 2019     | 4              | 1              | 9              | 14             | 243            | 360            | -       | -       | -       | -       | -       | -           | -                        |
| 2021     | 7              | 0              | 3              | 10             | 312            | 191            | 1       | 1       | 2       | 18      | 28      | Semifinale  | Schwäbisch Hall Unicorns |
| 2022     | 10             | 0              | 0              | 10             | 514            | 278            | 2       | 1       | 3       | 142     | 90      | German Bowl | Schwäbisch Hall Unicorns |
| Totale   | 27             | 1              | 20             | 48             | 1472           | 1189           | 3       | 2       | 5       | 160     | 118     |             |                          |

Fonti: Enciclopedia del Football - A cura di Roberto Mezzetti

##### GFL2
| Stagione | regular season | regular season | regular season | regular season | regular season | regular season | playoff | playoff | playoff | playoff | playoff | playoff   | playoff      |
|          | Vin            | Par            | Per            | Tot            | PF             | PS             | Vin     | Per     | Tot     | PF      | PS      | risultato | avversaria   |
| -------- | -------------- | -------------- | -------------- | -------------- | -------------- | -------------- | ------- | ------- | ------- | ------- | ------- | --------- | ------------ |
| 2015     | 7              | 0              | 7              | 14             | 369            | 321            | -       | -       | -       | -       | -       | -         | -            |
| 2016     | 9              | 0              | 5              | 14             | 422            | 353            | -       | -       | -       | -       | -       | -         | -            |
| 2017     | 14             | 0              | 0              | 14             | 714            | 172            | 2       | 0       | 2       | 97      | 19      | Promossi  | Berlin Adler |
| Totale   | 7              | 0              | 7              | 14             | 369            | 321            | -       | -       | -       | -       | -       |           |              |

Fonti: Enciclopedia del Football - A cura di Roberto Mezzetti

##### Regionalliga
| Stagione | regular season | regular season | regular season | regular season | regular season | regular season | playoff | playoff | playoff | playoff | playoff | playoff      | playoff    |
|          | Vin            | Par            | Per            | Tot            | PF             | PS             | Vin     | Per     | Tot     | PF      | PS      | risultato    | avversaria |
| -------- | -------------- | -------------- | -------------- | -------------- | -------------- | -------------- | ------- | ------- | ------- | ------- | ------- | ------------ | ---------- |
| 2010     | 7              | 0              | 3              | 10             | 257            | 167            | 1       | 1       | 2       | 54      | 61      | Non promossi | -          |
| 2014     | 8              | 0              | 2              | 10             | 296            | 130            | 0       | 2       | 2       | 39      | 78      | Non promossi | -          |
| Totale   | 15             | 0              | 5              | 20             | 453            | 297            | 1       | 3       | 4       | 93      | 139     |              |            |

Fonti: Enciclopedia del Football - A cura di Roberto Mezzetti

##### Oberliga
| Stagione | regular season | regular season | regular season | regular season | regular season | regular season | playoff | playoff | playoff | playoff | playoff | playoff   | playoff    |
|          | Vin            | Par            | Per            | Tot            | PF             | PS             | Vin     | Per     | Tot     | PF      | PS      | risultato | avversaria |
| -------- | -------------- | -------------- | -------------- | -------------- | -------------- | -------------- | ------- | ------- | ------- | ------- | ------- | --------- | ---------- |
| 2009     | 5              | 1              | 2              | 8              | 184            | 95             | -       | -       | -       | -       | -       | -         | -          |
| 2013     | 10             | 0              | 0              | 10             | 249            | 61             | -       | -       | -       | -       | -       | -         | -          |
| 2019     | 4              | 0              | 6              | 10             | 198            | 233            | -       | -       | -       | -       | -       | -         | -          |
| Totale   | 19             | 1              | 8              | 28             | 631            | 389            | -       | -       | -       | -       | -       |           |            |

Fonti: Enciclopedia del Football - A cura di Roberto Mezzetti

##### Verbandsliga
| Stagione | regular season | regular season | regular season | regular season | regular season | regular season | playoff | playoff | playoff | playoff | playoff | playoff   | playoff          |
|          | Vin            | Par            | Per            | Tot            | PF             | PS             | Vin     | Per     | Tot     | PF      | PS      | risultato | avversaria       |
| -------- | -------------- | -------------- | -------------- | -------------- | -------------- | -------------- | ------- | ------- | ------- | ------- | ------- | --------- | ---------------- |
| 2006     | 0              | 1              | 9              | 10             | 74             | 234            | -       | -       | -       | -       | -       | -         | -                |
| 2007     | 5              | 0              | 3              | 8              | 219            | 97             | -       | -       | -       | -       | -       | -         | -                |
| 2008     | 7              | 0              | 1              | 8              | 253            | 31             | 2       | 0       | 2       | 67      | 18      | Campioni  | Spandau Bulldogs |
| 2012     | 10             | 0              | 0              | 10             | 395            | 56             | -       | -       | -       | -       | -       | -         | -                |
| Totale   | 22             | 1              | 13             | 36             | 941            | 418            | 2       | 0       | 2       | 67      | 18      |           |                  |

Fonti: Enciclopedia del Football - A cura di Roberto Mezzetti

##### Landesliga
| Stagione | regular season | regular season | regular season | regular season | regular season | regular season | playoff | playoff | playoff | playoff | playoff | playoff   | playoff    |
|          | Vin            | Par            | Per            | Tot            | PF             | PS             | Vin     | Per     | Tot     | PF      | PS      | risultato | avversaria |
| -------- | -------------- | -------------- | -------------- | -------------- | -------------- | -------------- | ------- | ------- | ------- | ------- | ------- | --------- | ---------- |
| 2018     | 9              | 0              | 1              | 10             | 320            | 109            | -       | -       | -       | -       | -       | -         | -          |
| Totale   | 9              | 0              | 1              | 10             | 320            | 109            | -       | -       | -       | -       | -       |           |            |

Fonti: Enciclopedia del Football - A cura di Roberto Mezzetti

### Tornei internazionali

#### European Football League (2014-2018)
| Stagione | regular season | regular season | regular season | regular season | regular season | regular season | playoff | playoff | playoff | playoff | playoff | playoff   | playoff       |
|          | Vin            | Par            | Per            | Tot            | PF             | PS             | Vin     | Per     | Tot     | PF      | PS      | risultato | avversaria    |
| -------- | -------------- | -------------- | -------------- | -------------- | -------------- | -------------- | ------- | ------- | ------- | ------- | ------- | --------- | ------------- |
| 2018     | 2              | 0              | 0              | 2              | 105            | 31             | 1       | 0       | 1       | 43      | 42      | Campioni  | Seamen Milano |
| Totale   | 2              | 0              | 0              | 2              | 105            | 31             | 1       | 0       | 1       | 43      | 42      |           |               |

Fonti: Enciclopedia del Football - A cura di Roberto Mezzetti

#### European Football League (dal 2019)
| Stagione | regular season | regular season | regular season | regular season | regular season | regular season | playoff | playoff | playoff | playoff | playoff | playoff   | playoff             |
|          | Vin            | Par            | Per            | Tot            | PF             | PS             | Vin     | Per     | Tot     | PF      | PS      | risultato | avversaria          |
| -------- | -------------- | -------------- | -------------- | -------------- | -------------- | -------------- | ------- | ------- | ------- | ------- | ------- | --------- | ------------------- |
| 2019     | -              | -              | -              | -              | -              | -              | 1       | 0       | 1       | 62      | 12      | Campioni  | Amsterdam Crusaders |
| Totale   | -              | -              | -              | -              | -              | -              | 1       | 0       | 1       | 62      | 12      |           |                     |

Fonti: Enciclopedia del Football - A cura di Roberto Mezzetti

### Riepilogo fasi finali disputate
| Anno                 | Luogo                | Evento | Fase del torneo      | Incontro                                  | Risultato       |
| 16-30 settembre 2017 | Berlino/Potsdam      | GFL2   | Spareggio promozione | Berlin Adler - Potsdam Royals             | 12 - 55; 7 - 42 |
| 9 giugno 2018        | Sesto San Giovanni   | EFL    | Finale               | Potsdam Royals - Seamen Milano            | 43 - 42         |
| 9 giugno 2019        | Potsdam              | EFL    | Finale               | Potsdam Royals - Amsterdam Crusaders      | 62 - 12         |
| 25 settembre 2021    | Schwäbisch Hall      | GFL    | Semifinale           | Schwäbisch Hall Unicorns - Potsdam Royals | 28 - 18         |
| 8 ottobre 2022       | Francoforte sul Meno | GFL    | German Bowl          | Schwäbisch Hall Unicorns - Potsdam Royals | 44 - 27         |

## Palmarès
- 1 EFL Eurobowl (2019)
- 1 EFL Bowl (2018)
- 1 GFL Nord (2022)
- 1 GFL2 Nord (2017)
- 1 Oberliga Ost (2013)
- 2 Verbandsliga Ost (2008, 2012)